# マザー・ルーシー
『マザー・ルーシー』は、沖さやか（現山崎紗也夏）による漫画。『週刊ヤングサンデー』（小学館）にて連載された。単行本は全4巻（小学館ヤングサンデーコミックス）。

## あらすじ
乙部みさお（通称ルーシー）はセックス大好きの17歳。自由奔放なルーシーは、楽しく生きようとする余り、いつもちょっとやり過ぎてしまう。ある日、住む場所を失ったルーシーは予備校の寮母をしている母親の乙部みさえを訪れるが、みさえは学生寮を失踪した直後だった。ルーシーの寮母としての生活が、ある日突然始まった。

## 登場人物
乙部みさお（おとべ-）
通称ルーシー。母親譲りの性格で、男が大好き。高校中退後、早進ゼミ学生寮の寮母となる。

## 単行本
- 『マザー・ルーシー』
  1. 1997年12月6日発売 ISBN 4-09-152221-1
  2. 1998年3月5日発売 ISBN 4-09-152222-X
  3. 1998年6月5日発売 ISBN 4-09-152223-8
  4. 1998年9月5日発売 ISBN 4-09-152224-6